# Ivan Stanovnik
Ivan Stanovnik,  slovenski pravnik in politični delavec, * 25. april 1891, Horjul, † 6. december 1978, Ljubljana, Slovenija.

## Življenje in delo
Ivan Stanovnik je po končani osnovni šoli v rodnem kraju študiral na gimnaziji v Ljubljani (1903–1912) in pravo na Dunaju (1913–1917). Od leta 1917 do 1924 je služboval kot odvetniški pripravnik v Ljubljani, po tem pa je bil samostojni odvetnik vse do upokojitve leta 1962. 
V gimnazijskih letih je pisal mladinsko leposlovje, črtice in povesti pod psevdonimom Vukovoj, Svederc in Ivanović. 
Bil je član izvršnega odbora stranke SLS, soustanovitelj in predsednik ljudske organizacije Zveze delovnega ljudstva. Udeleževal se je delavskih gibanj. V letih 1923/24 je bil ljubljanski podžupan. 
Ob začetku okupacije se je vključil v OF, zaradi česar so ga zaprli. Po osvoboditvi je bil predsednik MLO, predsednik upravnega odbora Mestne hranilnice ljubljanske in likvidacijskega odbora Ljudske posojilnice, Hranilnice dravske banovine in Hranilnice kmečkih občin.
Leta 1946 je dobil red bratstva in enotnosti.
Ivan Stanovnik je oče Janeza Stanovnika. Njegov brat je bil politik in pravnik Aleš Stanovnik.